# Jordan Oakes
Jordan Oakes (ur. 22 czerwca 1989) – brytyjski kierowca wyścigowy.

## Kariera
Oakes rozpoczął karierę w wyścigach samochodowych w 2006 roku od startów w Brytyjskiej Formule Renault BARC, Brytyjskiej Formule Renault oraz w edycji zimowej Brytyjskiej Formuły Renault. Z dorobkiem odpowiednio 109, 15 i 86 punktów uplasował się tam odpowiednio na drugiej, 28 i trzeciej pozycji w klasyfikacji generalnej. W późniejszych latach pojawiał się także w stawce Europejskiego Pucharu Formuły Renault 2.0 (20 miejsce w 2010 roku).

## Statystyki
| Sezon | Seria                                     | Zespół             | Wyścigi | Zwycięstwa | PP | NO | Podium | Punkty | Pozycja |
| ----- | ----------------------------------------- | ------------------ | ------- | ---------- | -- | -- | ------ | ------ | ------- |
| 2006  | Brytyjska Formuła Renault BARC            | Eurotek Motorsport | 10      | 3          | 2  | 4  | 7      | 109    | 2       |
| 2006  | Brytyjska Formuła Renault (edycja zimowa) | Eurotek Motorsport | 4       | 0          | 0  | 0  | 2      | 86     | 3       |
| 2006  | Brytyjska Formuła Renault                 | Eurotek Motorsport | 2       | 0          | 0  | 0  | 0      | 15     | 28      |
| 2007  | Brytyjska Formuła Renault                 | Eurotek Motorsport | 20      | 0          | 0  | 0  | 0      | 166    | 12      |
| 2008  | Brytyjska Formuła Renault                 | Eurotek Motorsport | 20      | 0          | 1  | 0  | 1      | 216    | 10      |
| 2009  | Brytyjska Formuła Renault                 | Hitech Junior Team | 19      | 0          | 0  | 0  | 2      | 217    | 11      |
| 2010  | Europejski Puchar Formuły Renault 2.0     | One Racing         | 6       | 0          | 0  | 0  | 0      | 5      | 20      |
| 2010  | Brytyjska Formuła Renault                 | Team Firstair      | 2       | 0          | 0  | 0  | 0      | 16     | 23      |